# SN 2004eo
SN 2004eo – supernowa typu Ia odkryta 30 września 2004 roku w galaktyce NGC 6928. Jej maksymalna jasność wynosiła 15,51m.